# Ammodytoides pylei
 Ammodytoides pylei és una espècie de peix de la família dels ammodítids i de l'ordre dels perciformes.

## Morfologia
Els mascles poden assolir els 17,3 cm de longitud total.

## Distribució geogràfica
Es troba a les Illes Hawaii.